# Rabobank 2010
Questa voce raccoglie le informazioni riguardanti la Rabobank nelle competizioni ufficiali della stagione 2010.

## Stagione
Avendo licenza da UCI ProTeam, la squadra ciclistica olandese ha diritto di partecipare alle gare del Calendario mondiale UCI 2010, oltre a quelle dei circuiti continentali UCI.

## Organico

### Staff tecnico
GM=General Manager; TM=Team Manager; DS=Direttore Sportivo.
|  | Naz.                   | Ruolo | Sportivo             |  |  |  |
|  | ---------------------- | ----- | -------------------- |  |  |  |
|  | Paesi Bassi (bandiera) | GM    | Harold Knebel        |  |  |  |
|  | Paesi Bassi (bandiera) | TM    | Erik Breukink        |  |  |  |
|  | Paesi Bassi (bandiera) | DS    | Frans Maassen        |  |  |  |
|  | Paesi Bassi (bandiera) | DS    | Nico Verhoeven       |  |  |  |
|  | Paesi Bassi (bandiera) | DS    | Jan Boven            |  |  |  |
|  | Paesi Bassi (bandiera) | DS    | Adri van Houwelingen |  |  |  |
|  | Paesi Bassi (bandiera) | DS    | Erik Dekker          |  |  |  |

### Rosa
|  | Naz.                   |  | Sportivo             | Anno |  |  |
|  | ---------------------- |  | -------------------- | ---- |  |  |
|  | Colombia (bandiera)    |  | Mauricio Ardila      | 1979 |  |  |
|  | Paesi Bassi (bandiera) |  | Jetse Bol (stagista) | 1989 |  |  |
|  | Paesi Bassi (bandiera) |  | Lars Boom            | 1985 |  |  |
|  | Australia (bandiera)   |  | Graeme Brown         | 1979 |  |  |
|  | Paesi Bassi (bandiera) |  | Stef Clement         | 1982 |  |  |
|  | Paesi Bassi (bandiera) |  | Laurens ten Dam      | 1980 |  |  |
|  | Paesi Bassi (bandiera) |  | Jos van Emden        | 1985 |  |  |
|  | Paesi Bassi (bandiera) |  | Rick Flens           | 1983 |  |  |
|  | Spagna (bandiera)      |  | Óscar Freire         | 1976 |  |  |
|  | Spagna (bandiera)      |  | Juan Manuel Gárate   | 1976 |  |  |
|  | Paesi Bassi (bandiera) |  | Robert Gesink        | 1986 |  |  |
|  | Russia (bandiera)      |  | Dmitrij Kozončuk     | 1984 |  |  |
|  | Paesi Bassi (bandiera) |  | Steven Kruijswijk    | 1987 |  |  |
|  | Paesi Bassi (bandiera) |  | Sebastian Langeveld  | 1985 |  |  |
|  | Paesi Bassi (bandiera) |  | Tom Leezer           | 1985 |  |  |
|  | Germania (bandiera)    |  | Paul Martens         | 1983 |  |  |
|  | Russia (bandiera)      |  | Denis Menchov        | 1978 |  |  |
|  | Paesi Bassi (bandiera) |  | Koos Moerenhout      | 1973 |  |  |
|  | Paesi Bassi (bandiera) |  | Bauke Mollema        | 1986 |  |  |
|  | Germania (bandiera)    |  | Grischa Niermann     | 1975 |  |  |
|  | Belgio (bandiera)      |  | Nick Nuyens          | 1980 |  |  |
|  | Paesi Bassi (bandiera) |  | Joost Posthuma       | 1981 |  |  |
|  | Paesi Bassi (bandiera) |  | Kai Reus             | 1985 |  |  |
|  | Paesi Bassi (bandiera) |  | Tom Stamsnijder      | 1985 |  |  |
|  | Paesi Bassi (bandiera) |  | Bram Tankink         | 1978 |  |  |
|  | Paesi Bassi (bandiera) |  | Maarten Tjallingii   | 1977 |  |  |
|  | Paesi Bassi (bandiera) |  | Pieter Weening       | 1981 |  |  |
|  | Paesi Bassi (bandiera) |  | Dennis van Winden    | 1987 |  |  |

## Ciclomercato
| Steven Kruijswijk | Rabobank Cont. |
| Dennis van Winden | Rabobank Cont. |

| Juan Antonio Flecha | Sky           |
| Mathew Hayman       | Sky           |
| Marc de Maar        | OUCH          |
| Bram de Groot       | Fine carriera |
| Pedro Horrillo      | Fine carriera |

## Palmarès

### Corse a tappe
ProTour
- Parigi-Nizza

Prologo (Lars Boom)
- Tour de Suisse

6ª tappa (Robert Gesink)
- Tour de Pologne

6ª tappa (Bauke Mollema)
- Eneco Tour

3ª tappa (Koos Moerenhout)
Continental
- Euskal Bizikleta

1ª tappa (Óscar Freire)
2ª tappa (Óscar Freire)
- Vuelta a Andalucía

2ª tappa (Óscar Freire)
3ª tappa (Óscar Freire)
- Delta Tour Zeeland

Prologo (Jos van Emden)
- Ster Elektrotoer

1ª tappa (Jos van Emden)
- Giro d'Austria

5ª tappa (Nick Nuyens)
7ª tappa (Joost Posthuma)
8ª tappa (Graeme Brown)

### Corse in linea
ProTour
- Milano-Sanremo (Óscar Freire)
- Grand Prix Cycliste de Montréal (Robert Gesink)

Continental
- Challenge de Mallorca-Trofeo Cala Millor (Óscar Freire)
- Grand Prix Jef Scherens (Lars Boom)
- Grand Prix de Wallonie (Paul Martens)
- Giro dell'Emilia (Robert Gesink)
- Parigi-Tours (Óscar Freire)

### Campionati nazionali
Strada
- Campionati olandesi: 1

Cronometro (Jos van Emden)

## Classifiche UCI

### Calendario mondiale UCI
Individuale
Piazzamenti dei corridori della Rabobank nella classifica individuale del Calendario mondiale UCI 2010.
| Pos. | Ciclista           | Punti |
| ---- | ------------------ | ----- |
| 7    | Robert Gesink      | 369   |
| 17   | Denis Menchov      | 221   |
| 40   | Óscar Freire       | 125   |
| 52   | Bauke Mollema      | 104   |
| 58   | Koos Moerenhout    | 87    |
| 91   | Lars Boom          | 48    |
| 104  | Maarten Tjallingii | 35    |
| 145  | Tom Leezer         | 14    |
| 146  | Mauricio Ardila    | 14    |
| 149  | Graeme Brown       | 13    |
| 164  | Steven Kruijswijk  | 10    |
| 192  | Juan Manuel Gárate | 6     |
| 208  | Paul Martens       | 4     |
| 211  | Jos van Emden      | 4     |
| 273  | Rick Flens         | 1     |

Squadra
La Rabobank ha chiuso in quarta posizione con 906 punti.